# Оленегорск
Оленего́рск — город в Мурманской области России. Центр муниципального округа город Оленегорск с подведомственной территорией. Расположен в 94 км к югу от Мурманска. Распоряжением Правительства РФ от 29 июля 2014 года № 1398-р «Об утверждении перечня моногородов» включён в категорию «Монопрофильные муниципальные образования Российской Федерации (моногорода), в которых имеются риски ухудшения социально-экономического положения».

## География
Город расположен на Пермусозере, севернее Полярного круга, в 94 км от Мурманска. Климат — влажный континентальный; самый холодный месяц — февраль, когда средняя температура воздуха составляет −12,5 °С, самый тёплый — июль, со средней температурой воздуха 12,6 °C.

## История
С 1574 года на территории нынешнего города Оленегорска упоминается Масельгский погост. Железнодорожная станция Оленья на месте города открыта в 1916 году при строительстве Мурманской железной дороги. Поселение основано в 1949 году как рабочий посёлок Оленья. Статус города присвоен Указом Президиума Верховного Совета РСФСР от 27 марта 1957 года.

## Население
| 1959    | 1967    | 1970    | 1979    | 1989    | 1992    | 1996    | 1998    | 2000    |
| ------- | ------- | ------- | ------- | ------- | ------- | ------- | ------- | ------- |
| 12 110  | ↗20 000 | ↗21 485 | ↗27 369 | ↗35 584 | ↗35 800 | ↘30 400 | ↘28 900 | ↘27 200 |
| 2001    | 2002    | 2003    | 2005    | 2006    | 2007    | 2008    | 2009    | 2010    |
| ↘26 600 | ↘25 166 | ↗25 200 | ↘23 900 | ↘23 600 | ↘23 100 | ↘22 900 | ↘22 435 | ↗23 072 |
| 2011    | 2012    | 2013    | 2014    | 2015    | 2016    | 2017    | 2018    | 2019    |
| ↘22 986 | ↘22 405 | ↘21 736 | ↘21 301 | ↘21 003 | ↗21 097 | ↘21 039 | ↘20 847 | ↘20 697 |
| 2020    | 2021    | 2022    | 2023    | 2024    |         |         |         |         |
| ↘20 364 | ↗21 438 | ↘19 533 | ↗20 875 | ↘20 695 |         |         |         |         |

На 1 января 2025 года по численности населения город находился на 642-м месте из 1124 городов Российской Федерации.
Численность населения, проживающего на территории населённого пункта, по данным Всероссийской переписи населения 2025 года составляет 20364 человека, из них 8781 мужчин (43,12 %) и 11583 женщины (56,88 %).
Национальный состав
По итогам переписи населения 2020 года проживали следующие национальности (национальности менее 0,1 % и другое, см. в сноске к строке «Другие»):
| Национальность | Численность, чел. | Доля     |
| -------------- | ----------------- | -------- |
| Русские        | 16 128            | 75,23 %  |
| Украинцы       | 375               | 1,75 %   |
| Белорусы       | 158               | 0,74 %   |
| Азербайджанцы  | 106               | 0,49 %   |
| Татары         | 64                | 0,30 %   |
| Саамы          | 50                | 0,23 %   |
| Таджики        | 32                | 0,15 %   |
| Казахи         | 28                | 0,13 %   |
| Мордва         | 26                | 0,12 %   |
| Даргинцы       | 26                | 0,12 %   |
| Коми           | 24                | 0,11 %   |
| Карелы         | 23                | 0,11 %   |
| Другие         | 4398              | 20,52 %  |
| Итого          | 21 438            | 100,00 % |

## Транспорт

Площадь города Оленегорска

Весь городской и пригородный общественный транспорт в Оленегорске представлен маршрутом № 105, который следует по маршруту «улица Мира — Привокзальная площадь — посёлок Высокий».
Также в городе имеется железнодорожная станция «Оленегорск», где делают остановку поезда дальнего следования и электричка «Апатиты-Мурманск». От станции отходит электрифицированная однопутная линия на Мончегорск, используемая для грузового сообщения (пассажирское отменено в начале 1990-х годов), а также тепловозная ветка на военную авиабазу «Оленья» в посёлке Высокий и подъездные пути к промышленным предприятиям.

## Экономика
- Оленегорский ГОК разрабатывает Оленегорское железорудное месторождение.
- ОАО «Оленегорский механический завод» выпускает запасные части и не стандартизованное оборудование для горнометаллургических предприятий.
- Авиабаза Оленегорск (Оленья) расположена в посёлке Высокий, за озером Пермусозеро к востоку от города.
- ПАО «Оленегорский завод силикатного кирпича» производит силикатный и керамический кирпич, газобетонные блоки, строительные смеси и разные бетонные изделия.

## Образование
До 1997 года в городе было 5 общеобразовательных школ; в 2003 г. была закрыта школа № 2; в 2008 году преобразована работа оставшихся 4 школ: все 10-11 классы продолжили обучение на базе школы № 4 в её «втором корпусе» — ранее школе № 15. Школы № 21 и № 7 продолжили работу в статусе основных общеобразовательных школ (неполных средних).
Также в городе существуют музыкальная, художественная школа и Оленегорский горно-промышленный колледж (до 2006 года — профессионально-техническое училище № 20).

## Достопримечательности
На территории города проходили съёмки телесериала «Адаптация» и художественных фильмов «Морозко», «Левиафан» (открывающая сцена на вокзале) и «Купе номер шесть».
В городе действует краеведческий музей «У Оленьей горы».
Заслуживает интереса застройка центральной площади, выполненная в 1970-х годах по проекту архитектора В. А. Марцинкевича. Установленная здесь же стела «Слава труду» (в народе называемая «ПИЗанская башня», по инициалам Петра Ивановича Зеленова, руководившего Оленегорским ГОКом с 1970 по 1985 год). И Ледовый дворец, открытый 24 декабря 1976 года, выполненный в стиле советского модернизма. А также фонтан «Саамка», украшенный металлическими абстрактными фигурами человека и оленей (по изначальному замыслу незамерзающий).
В городе установлено несколько памятных знаков:
- Скульптурная композиция «Покорителям космоса» в сквере Космонавтов;
- Вокзал станции «Оленегорск» украшает живописная картина, изображающая Юрия Гагарина, который посещал вокзал, а также мемориальная доска участникам Великой Отечественной войны.
- Мемориальная табличка о съёмках фильма «Морозко» на стене Дома культуры «Горняк»;
- Памятник Владимиру Ленину.

## Главы города (с 1991 года)
- Надежда Максимова (1991—1997)
- Владимир Трунов (1997—2001)
- Николай Сердюк (2001—2009)
- Денис Володин (2009—2013)
- Олег Самарский (2013—2021)
- Иван Лебедев (2021—2024)
- Сергей Пашинский (2024-н.в.)

## Известные жители и уроженцы
- Анатолий Волыхин — передовик чёрной металлургии, Герой Социалистического Труда (1966);
- Виктор Мальцев — композитор, сценарист, поэт;
- Дмитрий Трещёв — учёный, математик и механик, академик РАН;
- Сергей Рекиш — военачальник, вице-адмирал, начальник штаба — первый заместитель командующего Тихоокеанским флотом;
- Дмитрий Власенков — хоккеист, чемпион Европы среди юниоров 1996 года, чемпион Международной хоккейной лиги (IHL) 2001 года;
- Анна Димова — актриса театра и кино;
- Никита Выглазов — хоккеист, бронзовый призёр чемпионата Белоруссии 2008 года;
- Екатерина Григорьева — топ-модель;
- Дарья Штрошерер — художник и видеоблогер[34];
- Даниил Ейбог — конькобежец, чемпион Европы 2020 года;
- Людмила Самсонова — теннисистка, победительница пяти турниров Женской теннисной ассоциации (WTA).

## Города-побратимы
- Паяла
- Посио
- Карасйок